# Franko Škugor
Franko Škugor (ur. 20 września 1987 w Szybeniku) – chorwacki tenisista, reprezentant w Pucharze Davisa.

## Kariera tenisowa
Jako zawodowy tenisista Škugor w grze podwójnej wygrał sześć turniejów rangi ATP Tour z dziewięciu rozegranych finałów.
W 2015 roku zadebiutował w reprezentacji Chorwacji w Pucharze Davisa.
W rankingu gry pojedynczej Škugor najwyżej był na 145. miejscu (25 kwietnia 2016), a w klasyfikacji gry podwójnej na 17. pozycji (22 kwietnia 2019).

### Finały w turniejach ATP Tour
| Legenda                                      |
| -------------------------------------------- |
| Wielki Szlem                                 |
| Igrzyska olimpijskie                         |
| Tennis Masters Cup / ATP Finals              |
| ATP Masters Series / ATP Tour Masters 1000   |
| ATP International Series Gold / ATP Tour 500 |
| ATP International Series / ATP Tour 250      |

#### Gra podwójna (6–3)
| Końcowy wynik | Nr | Data                 | Turniej     | Nawierzchnia  | Partner           | Przeciwnicy                          | Wynik finału         |
| ------------- | -- | -------------------- | ----------- | ------------- | ----------------- | ------------------------------------ | -------------------- |
| Finalista     | 1. | 27 lipca 2014        | Umag        | Ceglana       | Dušan Lajović     | František Čermák Lukáš Rosol         | 4:6, 6:7(5)          |
| Finalista     | 2. | 30 lipca 2017        | Gstaad      | Ceglana       | Jonathan Eysseric | Oliver Marach Philipp Oswald         | 3:6, 6:4, 8–10       |
| Zwycięzca     | 1. | 29 kwietnia 2018     | Budapeszt   | Ceglana       | Dominic Inglot    | Matwé Middelkoop Andrés Molteni      | 6:7(8), 6:1, 10–8    |
| Zwycięzca     | 2. | 16 czerwca 2018      | Rosmalen    | Trawiasta     | Dominic Inglot    | Raven Klaasen Michael Venus          | 7:6(3), 7:5          |
| Zwycięzca     | 3. | 28 października 2018 | Bazylea     | Twarda (hala) | Dominic Inglot    | Alexander Zverev Mischa Zverev       | 6:2, 7:5             |
| Zwycięzca     | 4. | 13 kwietnia 2019     | Marrakesz   | Ceglana       | Jürgen Melzer     | Matwé Middelkoop Frederik Nielsen    | 6:4, 7:6(6)          |
| Zwycięzca     | 5. | 21 kwietnia 2019     | Monte Carlo | Ceglana       | Nikola Mektić     | Robin Haase Wesley Koolhof           | 6:7(3), 7:6(3), 11–9 |
| Finalista     | 3. | 6 października 2019  | Tokio       | Twarda        | Nikola Mektić     | Nicolas Mahut Édouard Roger-Vasselin | 6:7(7), 4:6          |
| Zwycięzca     | 6. | 13 września 2020     | Kitzbühel   | Ceglana       | Austin Krajicek   | Marcel Granollers Horacio Zeballos   | 7:6(5), 7:5          |

## Odznaczenia
- Order Księcia Branimira (2018)[1]